# El Salto (vattenfall i Mexiko, Nuevo León)
El Salto är ett vattenfall i Mexiko.   Det ligger i delstaten Nuevo León, i den centrala delen av landet, 700 km norr om huvudstaden Mexico City. El Salto ligger 1 472 meter över havet.
Terrängen runt El Salto är huvudsakligen bergig, men den allra närmaste omgivningen är kuperad. Runt El Salto är det ganska glesbefolkat, med 48 invånare per kvadratkilometer. Närmaste större samhälle är Santiago, 9,7 km öster om El Salto. I omgivningarna runt El Salto växer huvudsakligen savannskog.